# یواس‌اس استری (اس‌پی-۵۶۰)
یواس‌اس استری (اس‌پی-۵۶۰) (به انگلیسی: USS Astrea (SP-560)) یک کشتی بود که طول آن ۳۵ فوت ۰ اینچ (۱۰٫۶۷ متر) بود. این کشتی در سال ۱۹۱۶ ساخته شد.